# Веррийская, Наусская и Камбанийская митрополия
Верри́йская, Нау́сская и Камбани́йская митрополия (греч. Ιερά Μητρόπολη Βεροίας, Ναούσης και Καμπανίας) — епархия Новых Земель Элладской православной церкви. Центром епархии является город Верия в Греции. Кафедральный собор — Новая Митрополия во имя апостолов Петра и Павла.
До 1928 года — являлась епархией Константинопольской православной церкви. Ныне сохраняется лишь формальная подчиненность епархии Константинополю.
В епархии по состоянию на 2003 год насчитывается 108 приходских, 8 монастырских, 22 кладбищенских храма, 10 домашних церквей, 75 параклисов, 75 часовен, в которых служат 147 иереев и 7 диаконов. Действуют 3 мужских и 3 женских монастыря, из них наиболее известны скит Иоанна Предтечи и монастырь Сумела, в котором находится чудотворная икона Божией Матери, написанная евангелистом Лукой.

## Епископы
- Константий (Исаакидис)[болг.] (1895—1906)
- Апостол (Христодулу) (1906 — 28 августа 1909)
- Лука (Петридис) (27 августа 1909 — 23 июня 1911)
- Каллиник (Деликанис) (23 июня 1911 — 10 февраля 1922)
- Константий (Русис) (1922—1924)
- Апостол (Трифонос) (5 февраля — 30 апреля 1924)
- Хризостом (Хадзиставру) (30 августа — 7 октября 1924)
- Софроний (Стамулис) (1924—1927)
- Поликарп (Сакелларопулос) (27 марта 1929 — февраль 1943)
- Александр (Диланас) (февраль 1943 — 5 января 1958)
- Каллиник (Хараламбакис) (11 марта 1958—1968)
- Павел (Яникопулос) (24 ноября 1968 — 27 августа 1993)
- Пантелеимон (Калпакидис) (с 29 мая 1994)